# Campeonato Mundial de Ajedrez 2004 (Clásico)
El Campeonato Mundial de Ajedrez 2004 (Oficioso) fue el último encuentro oficioso jugado tras el Cisma del ajedrez. Fue un encuentro entre el retador Péter Lékó de Hungría y Vladímir Krámnik de Rusia. El encuentro fue jugado en Brissago, Suiza. El primer juego empezó el 25 de septiembre de 2004. El último juego empezó el 18 de octubre del mismo año, con una victoria dramática de Krámnik, el cual logró empatar el encuentro 7 a 7.

## Trasfondo
Tras los intentos fallidos de Kaspárov de obtener una revancha ante Krámnik tras su derrota en 2000, hubo diversos intentos de solucionar el cisma, siendo el más importante de ellos el acuerdo de Praga. Dicho acuerdo establecía unas semifinales en las que debían enfrentarse Kaspárov contra el campeón del mundo oficial Ruslán Ponomariov y Krámnik frente al vencedor del torneo de Dortmund, quien resultó ser Lékó. Los vencedores de dichas semifinales disputarían la final. Sin embargo, el encuentro de Kaspárov contra Ponomariov nunca se disputó, lo que llevó a determinar que el encuentro entre Lékó y Krámnik pasaría a ser la final.

## Encuentro
El encuentro fue jugado como mejor de 14 juegos, las victorias contando 1 punto, los empates ½ punto, y las derrotas 0, y acabaría cuando un jugador llegue a 7½ puntos. Si el encuentro acabara en un empate 7 a 7, Krámnik sería el vencedor.
| Jugador          | 1 | 2 | 3 | 4 | 5 | 6 | 7 | 8 | 9 | 10 | 11 | 12 | 13 | 14 | Total |
| ---------------- | - | - | - | - | - | - | - | - | - | -- | -- | -- | -- | -- | ----- |
| Péter Lékó       | 0 | ½ | ½ | ½ | 1 | ½ | ½ | 1 | ½ | ½  | ½  | ½  | ½  | 0  | 7     |
| Vladímir Krámnik | 1 | ½ | ½ | ½ | 0 | ½ | ½ | 0 | ½ | ½  | ½  | ½  | ½  | 1  | 7     |